# Loki
Loki je bil v nordijski mitologiji bog prevare in zaščitnik vohunov. Bil je sin  Fárbauti in Laufey in je bil v nekem smislu hkrati bog in Jotun, velikan. 
Loki je bil velikokrat upodobljen v kasnejših delih. Richard Wagner mu je z imenom Loge dal vlogo v operah Valkire in Rensko zlato. Loki se je kot Asgardec pojavil tudi v enem od delov serije Zvezdna vrata SG-1, omenjen pa je bil tudi v filmih Maska in Maščevalci. V modernih stripih je upodobljen kot posvojeni sin vrhovnega boga Odina ter Frigge.
Loki je imel tudi tri otroke.Prvi je bil Fenrir, volk velik kot slon. Druga je bila kača Jörmungandr, ki je bila dolga nešteto kilometrov. Tretja pa je bila Hel, boginja podzemlja, ki je bila na eni strani telesa prečudovita in moški se ji niso mogli upreti, na drugi strani telesa pa je bila mrtva in v gnilem mesu so živeli črvi in ličinke. Hel je bila najhujša izmed vseh. Mučila je svoje ujetnike tako, da jih je žive pokopala pod skalami in jih pustila na pol mrtve v večnem trpljenju. Hel/Hela nastopa tudi v filmu Thor:Ragnarok, kjer pa je upodobljena kot Lokijeva in Thorova sestra.